# Hughes Network Systems
Hughes Network Systems (HNS), LLC, est un fournisseur de satellites pour les entreprises et les particuliers. La compagnie est pionnière dans le développement des satellites d'accès à Internet à haut-débit et des réseaux sur IP à travers son produit DirecPC maintenant vendu sous la marque HughesNet. Les terminaux HughesNet sont basés sur le standard IPoS (IP over Satellite), approuvé par les organisations de standardisation européenne ETSI et américaine TIA. HNS a également développé le système satellitaire SPACEWAY fonctionnant dans la bande Ka. Son siège se trouve à Germantown, dans le Comté de Montgomery de l'État du Maryland aux États-Unis. Ses clients sont dans une centaine de pays, et des bureaux se trouvent dans 11 pays.

## HughesNet Gen4
Le 5 juillet 2012, EchoStar a lancé son satellite EchoStar XVII. Ce satellite fourni 100 Gbit/s de capacité de leur produit HughesNet. Au 4e trimestre de 2012 HughesNet a commencé à offrir leur produit Gen4. Ce produit offre deux vitesses de façon satellite Internet allant jusqu'à 15 Mbit/s et indemnités de données jusqu'à 40Gb.